# Henri Moissan
Ferdinand Frederick Henri Moissan (París, França, 1852 - íd., 1907) fou un químic i professor universitari francès guardonat amb el Premi Nobel de Química l'any 1906.

## Biografia
Va néixer el 28 de setembre de 1852 a la ciutat de París. Va estudiar al Liceu de Meaux, a l'Institut d'Agronomia de París i a l'Institut de Toxicologia de la mateixa ciutat. Va treballar al Museu Nacional d'Història Natural de París i als laboratoris d'Edmond Frémy.
Posteriorment va ser professor a l'Escola Superior de Farmàcia des de 1879, arribant a impartir química i toxicologia el 1886. Des de 1900 va ser professor de química a la Universitat de París. Va ingressar en l'Acadèmia de Ciències en 1891.
Moissan va morir sobtadament a la ciutat de París el 20 de febrer de 1907, suposadament a causa d'un atac d'apendicitis.

## Recerca científica
Inicià la seva recerca al voltant del fluor el 1884, però no fou fins a l'any 1886 que va aconseguir aïllar el fluor, en forma de gas groguenc verdós, per l'electròlisi d'una solució de fluorhidrat potàssic en l'àcid fluorhídric. L'existència del fluor es coneixia des de molts anys abans, però tots els intents d'obtenir-lo havien fracassat, i fins i tot alguns investigadors havien mort en l'intent.
També va idear un forn d'arc capaç d'arribar a temperatures de 4.100 °C, que permet reduir els minerals de certs metalls, com l'urani, crom, wolframi, vanadi, manganès, titani i el molibdè.
El 1892 va donar a conèixer el seu mètode de preparació de petits diamants artificials a partir de carboni dissolt en ferro colat, el que va produir una gran sensació. Fou un dels primers a realitzar investigacions al voltant del calci, descobert l'any 1808 per Humphry Davy, aconseguint una puresa del 99% per l'electròlisi del iodur de calci (CaI₂).
El 1906 fou guardonat amb el Premi Nobel de Química pels seus experiments sobre l'aïllament del fluor. Al seu retorn a París va morir sobtadament sense saber-se si els seus experiments al voltant del fluor hi van contribuir.